# (35098) 1991 GB7
1991 GB7 (asteroide 35098) é um asteroide da cintura principal. Possui uma excentricidade de 0.09588390 e uma inclinação de 7.89937º.
Este asteroide foi descoberto no dia 8 de abril de 1991 por Eric Walter Elst em La Silla.